# Can Sant Jaume
Can Sant Jaume és una masia gòtica de Sant Feliu de Buixalleu (Selva) inclosa a l'Inventari del Patrimoni Arquitectònic de Catalunya.

## Descripció
Masia situada al terme municipal de Sant Feliu de Buixalleu, que actualment es troba amenaçada pel pas del TGV (la via del tren passa a pocs metres i això pot fer que mai més sigui habitada).
L'edifici, de planta baixa i pis, està cobert per una teulada a doble vessant amb el ràfec simple.
A la façana princial, a la planta baixa, hi ha tres finestres en arc de llinda, una de les quals està protegida per una reixa, i la porta d'entrada en arc de mig punt adovellada.
Al pis, hi ha tres finestres més. La de l'esquerra en arc pla i ampit de pedra, la central amb arc conopial amb arquets treballats en forma de cap i la finestra de la dreta té arc conopial amb arquets.
En unes rajoles vidriades a la part dreta de la porta, hi ha escrit "SAN FELIU DE BUIXALLEU PARTIDO DE SANTA COLOMA PROVINCIA DE GERONA".
La façana està arrebossada i pintada de color blanc.

## Història
La masia deu el seu nom a una capella actualment inexistent. És una construcció del segle xvi reformada tardanament, tot i que ha conservat en conjunt l'estructura originària.